# Ольбия-Темпьо
О́льбия-Те́мпьо (итал. Provincia di Olbia-Tempio, сард. Provìntzia de Terranoa-Tèmpiu) — одна из провинций итальянского региона Сардиния, существовавшая с 2001 по 2016 годы. Территориально соответствовала историко-культурной области Галлура.
Провинция была одной из шести итальянских провинций, административный центр которых разделён между двумя или более коммунами. Согласно закону от 4 февраля 2016 года провинция была упразднена, а её 26 муниципалитетов возвращены в провинцию Сассари с сохранением автономной администрации в Ольбии и Темпьо-Паузании.